# Talerätt
Talerätt (lat. locus standi) är en juridisk term som avser rätten att vara part och föra talan i en rättegång. Den innebär att en person eller organisation har ett av rättsordningen erkänt intresse i det mål som prövas, och därmed behörighet att väcka, driva och överklaga en fullgörelsetalan eller fastställelsetalan. Talerätten är ett processuellt begrepp som skiljer sig från de materiella förutsättningarna för att vinna bifall i målet. Bristande talerätt utgör ett rättegångshinder och leder till att käromålet avvisas.

## Om talerätt i allmänhet
Att ha rätt att vara part i en rättegång kallas att vara partsbehörig. För att vara partsbehörig måste man ha ett av rättsordningen erkänt intresse i den sak som rättegången gäller. Detta innebär att man har talerätt.
Normalt har den som har talerätt initiativrätt, det vill säga rätt att inleda en rättegång, framställa yrkanden, åberopa grunder och bevisning samt rätt att överklaga rättens dom eller beslut.
Talan väcks i allmänhet genom en skrift underskriven av den som vill väcka talan. I vissa fall kan talan väckas muntligen. Varje stat bestämmer om hur talan i den staten ska väckas. Regler finns också hur talan ska väckas vid internationella domstolar.
Inom processrätten i Sverige skiljer man mellan bestämmelser om talerätt, som avser behörigheten att vara part i en rättegång angående frågan om käromålet ska bifallas eller ogillas och materiella bestämmelser som begränsar möjligheterna att få bifall till talan. Skälet till att man gör denna distinktion är att bristande talerätt är ett rättegångshinder som medför att käromålet ska avvisas ex officio enligt 34 kap. 1 § andra st rättegångsbalken, medan brister i fråga om de materiella förutsättningarna leder till att käromålet ska ogillas.
Enligt svensk rätt är huvudregeln att den som anser sig ha rätt till en prestation endast behöver påstå detta för att talan ska tas upp till prövning enligt 13 kap. 1 § rättegångsbalken.
Om det vid den prövningen konstateras att han eller hon inte har rätt till den aktuella prestationen, ska talan inte avvisas utan ogillas. 
Väcker någon en talan mot någon annan till förmån för en tredje person, det vill säga om käranden inte ens påstår att det är han eller hon som har det aktuella anspråket, ska talan däremot i regel avvisas på grund av bristande talerätt.

## Rätt domstol
Det gäller att välja rätt domstol för att kunna få sin talan prövad. I de flesta rättssystem kan talan alltid väckas vid det forum där svaranden är bosatt (folkbokförd) eller när det gåller juridiska personer där den har sitt säte. Ibland finns alternativa forum som till exempel vid konsumenttvister.
Vid internationella tvister inom EU ska talan väckas vid svarandens forum enligt Bryssel I-förordningen. Speciella forumregler gäller också enligt Rom II-förordningen.

## Talerätt enligt Miljöbalken
Talerätt enligt Miljöbalken tillkommer den som berörs av dom eller beslut. Domar och beslut får även överklagas av en ideell förening som enligt sina stadgar har till ändamål att tillvarata naturskydds- eller miljöskyddsintressen, när det gäller domar och beslut om:
- tillstånd
- godkännande eller
- dispens enligt Miljöbalken
- i frågor om upphävande av skydd av områden
- tillsyn
- föreskrifter

Talan med anledning av myndighets beslut, tillstånd eller dispens som meddelats enligt Miljöbalken ska överklagas till Mark- och miljödomstol.
En förening får inte överklaga beslut som rör Försvarsmakten, Fortifikationsverket, Försvarets materielverk eller Försvarets radioanstalt. 
För att få överklaga ska föreningen ha bedrivit verksamhet i Sverige under minst tre år och ha lägst 2 000 medlemmar. 
En förening som vill överklaga en dom eller ett beslut ska göra det innan tiden för överklagande gått ut för dem som varit parter eller annars såsom sakägare haft klagorätt i målet eller ärendet.
Kommun har tillerkänts talerätt vid överklagande av täkttillstånd.
Ideell villaföreningförening har inte tillerkänts talerätt enligt miljöbalken. 
Miljööverdomstolen fann att en villaägarförening inte omfattades av 16 kap. 13 § miljöbalken då föreningen inte kunde visa att den i sin kontinuerliga verksamhet ägnat sig åt detta ändamål.